# SM U-22 (1913)
SM U-22 – niemiecki dwukadłubowy okręt podwodny typu U-19 zbudowany w stoczni Kaiserliche Werft Danzig w Gdańsku w latach 1911–1913. Zwodowany 6 marca 1913 roku, wszedł do służby w Kaiserliche Marine 23 listopada 1913 roku. W czasie swojej służby SM U-22 odbył 14 patroli bojowych. Zatopił 46 statków o łącznej pojemności 46 550 BRT oraz uszkodził trzy statki o łącznej pojemności 9044 BRT.

## Budowa
SM U-22 należał do typu U-19, który był następcą typu U-17. Był dwukadłubowym okrętem przeznaczonym do działań oceanicznych, o prostej konstrukcji, długości 64,15 metra, wyporności w zanurzeniu 837 ton, zasięgu 9700 Mm przy prędkości 8 węzłów na powierzchni oraz 80 Mm przy prędkości 5 węzłów w zanurzeniu. Okręty typu U-19 były pierwszymi w Kaiserliche Marine okrętami podwodnymi napędzanymi silnikami Diesla. Załoga składała się z 35 osób: 31 marynarzy i 4 oficerów. Typ U-19 był także pierwszą klasą okrętów niemieckich, która została wyposażona w działo pokładowe.

## Służba
Pierwszym dowódcą okrętu został 25 listopada 1913 roku mianowany Bruno Hoppe (13 września 1882 r. – 17 lutego 1917 r., późniejszy dowódca SM U-83). 1 sierpnia 1914 roku jednostka została przydzielona do III Flotylii. Pod jego dowództwem U-22 zatopił 10 statków oraz dwa uszkodził. Pierwszym zatopionym przez załogę U-22 statkiem był szwedzki parowiec „Ruth” o pojemności 867 BRT. Statek płynął z ładunkiem węgla z Leith do Göteborga. Został zatopiony około 100 mil na wschód od Isle of May. 8 sierpnia 1915 roku w okolicach wysp Helligvær, niedaleko miasta Bodø, U-22 storpedował i zatopił uzbrojony statek brytyjski SS „India” o pojemności 7911 BRT. W wyniku ataku śmierć poniosło 10 oficerów i 150 marynarzy, zaś 22 oficerów i 119 marynarzy zostało uratowanych i przewiezionych do Narwiku przez dwie inne brytyjskie jednostki. Hoppe dowodził okrętem do 22 sierpnia 1916 roku. 
23 kwietnia 1916 roku, wraz z objęciem dowództwa na okręcie przez kpt. mar. Karla Scherba, U-22 został przydzielony do Flotylli Bałtyckiej. Służył w niej do 16 marca 1917 roku, kiedy to ponownie został przydzielony do III Flotylli, w której operował do końca wojny.  
Ostatnim dowódcą okrętu został 1 czerwca 1917 roku mianowany por. mar. rez. Hinrich Hermann Hashagen, który wcześniej dowodził okrętem SM U-48. W dniu 17 października 1917 roku U-22 145 mil na północny zachód od Cape Vilan zatopił brytyjski statek SS „California” o pojemności 5629 BRT. Był to największy statek zatopiony przez U-22 w czasie dowodzenia nim przez Hashagena. W dniu 4 września 1918 roku u wyjścia z portu w Lizbonie U-22 zatopił trzy niewielkie jednostki portugalskie oraz jedną uszkodził. Były to ostatnie sukcesy okrętu.
Okręt został poddany 1 grudnia 1918 roku i zezłomowany w Blyth na przełomie 1919 i 1920 roku.